# Claudio Calasans
Claudio Calasans Jr. (São José dos Campos, 1984) é um faixa preta de jiu-jitsu e judô brasileiro. Campeão em 2010 do torneio de Abu Dhabi Pro de Jiu Jitsu na sua categoria de peso e absoluto.

## Biografia
Ele é o filho da personalidade do Judô: Claudio Calasans Camargo, o mais jovem judoca brasileiro que já recebeu sua faixa coral (vermelha e branca - recebeu quando tinha 38 anos de idade), e seu tio (que é irmão gêmeo de seu pai) também é um faixa preta em Judo. 
Ser parte de uma família com esse fundo de judô forte, era natural que o Cláudio também pegou a arte marcial japonesa, e assim, quando Calasans Júnior chegou à idade de 3 anos, ele começou sua aula e tradição familiar. 
Sendo um forte concorrente de Judô desde que ele era apenas um menino, sentiu a necessidade de treinar Jiu Jitsu, quando ele atingiu os 15 anos de idade, a fim de melhorar o seu Ne-waza (trabalho solo), como enforcamentos e chave de braços são permitidos no judô a partir dessa idade em diante. No começo, ele usou sua recém-descoberta habilidades em competições de Jiu-Jitsu Judô, mas lentamente a "febre" do Jiu Jitsu  cresceu nele, e ele começou a treinar e competir, o Brazilian Jiu Jitsu (BJJ) 
As aulas de Jiu Jitsu começaram em uma academia de São José Campos chamada "Liga Jiu-Jitsu", e ele treinou lá da sua faixa azul a sua faixa preta, uma faixa que foi concedido a ele no final de 2006, pelas mãos de seu  mestre de longa data Erivaldo Júnior. 
Por ser um concorrente muito forte, Calasans também se juntou à equipe de Wrestling na academia dele, ele foi muito bem sucedido em que a disciplina também, ganhando uma vaga na equipe Nacional Wrestling.
Depois de receber o sua faixa preta, o sonho de Claudio de se tornar um profissional de Jiu Jitsu estava ficando um pouco de lado como ele foi dar aulas na academia dele e não tinha tempo para treinar em tempo integral. quando a Equipe Atos é formada por um bom e velho amigo de Calasans pelo nome de André Galvão (outro grande nome do Jiu Jitsu), assim foi convidado e imediatamente aceito na equipe. Então foi forjada uma aliança forte com a equipe de Rio Claro, e Claudio agora passa a maior parte do seu tempo de preparação antes de grandes competições na cidade do sul do Brasil, treinando com Ramon Lemos, Rafael Mendes, Guilherme Mendes, Guto Campos, e outros. 
Tendo lutado parte de sua vida como um peso leve, em 2009 no Campeonato Mundial Claudio decidiu tentar a sua sorte na divisão absoluta. A fim de fazer isso, ele passou por um rigoroso programa de levantamento de peso, e essa é a razão que agora briga na middleweight (médio). Este novo programa quase deu frutos imediatamente quando ele chegou à semifinal da Copa do Mundo na Divisão Absoluto ( World Cup Absolute Weight Division ) , infelizmente, do outro lado era um homem com o nome de Roger Gracie, um homem que muitos acreditam ser o melhor lutador de Jiu-Jitsu a já ter competido. O final de Claudio na competição não foi diferente dos outros que lutaram com Roger nesse ano que ele foi finalizado a partir da montada. 
Em 2010, no Mundial Pro em Abu Dhabi ( World Professional Jiu-Jitsu Cup ), veio o prêmio Calasans tão veementemente combatido por, vencer a competição, tanto no Médio e na divisão Absoluto.
E mais tarde em 2010 veio a medalha de prata da categoria no Mundial da CBJJ ( World Jiu-Jitsu Championship ) sendo parado somente na final por um dos melhores grapplers do mundo , Marcelo Garcia.